# Phytoliriomyza mikii
Phytoliriomyza mikii este o specie de muște din genul Phytoliriomyza, familia Agromyzidae, descrisă de Gabriel Strobl în anul 1898.
Este endemică în Austria. Conform Catalogue of Life specia Phytoliriomyza mikii nu are subspecii cunoscute.